# پیچیدن بند ناف دور گردن جنین

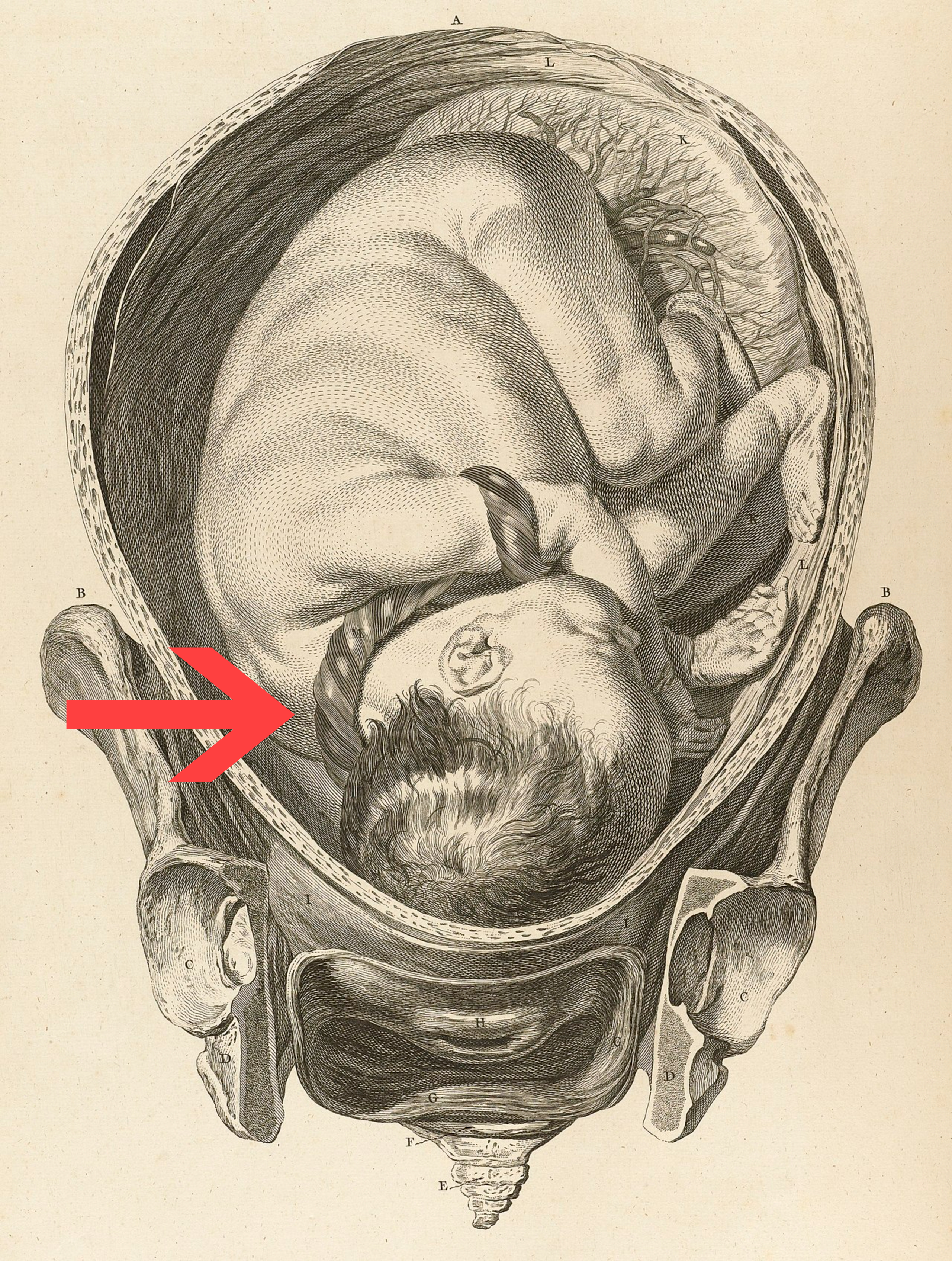
پیچیدن بند ناف دور گردن جنین

پیچیدن بند ناف دور گردن جنین (به انگلیسی: Nuchal cord) یک عارضه خطرناک در بارداری نیست و علائمی که به دلیل این مشکل در نوزادان تازه متولد شده مشاهده شده‌است شامل تیرگی صورت و خونریزی در قسمتی از سفیدی چشم می‌باشد. عوارض شدید تر پیچیدن بند ناف به دور گردن جنین نیز می‌تواند شامل مکونیوم، ناراحتی تنفسی، کم خونی و به دنیا آمدن نوزاد مرده باشد. هرچه بند ناف محکم تر پیچیده شود خطر آن نیز بیشتر است.

## نحوه تشخیص
از طریق سونوگرافی مشخص می‌شود و این حالت معمولاً در زمان نزدیک به زایمان یا در حین زایمان اتفاق می‌افتد. در برخی موارد سونوگرافی قبل از زایمان می‌تواند به بهبود شرایط و کاهش خطر کمک کند.

## درمان
درمان خاصی برای این شرایط وجود ندارد. تنها باید کاری کرد که تمام موارد احتیاطی حین زایمان رعایت شود تا احتمال فشردگی بیشتر ناف به دور گردن کاهش یابد. اگر بند ناف خیلی محکم نباشد هنگام زایمان می‌توان به راحتی آن را از روی سر نوزاد رد کرد و مسئله را حل نمود؛ اما در صورتی که بند ناف چند بار به دور گردن پیچیده و سفت شده باشد ممکن است پزشک بتواند آن را از کنار شانه‌های کودک بلغزاند و خارج کند.
در نهایت اگر طناب بیش از حد محکم باشد و نتواند از پشت شانه‌ها بلغزد، می‌توان از روش‌های تخصصی تر استفاده کرد تا بتوان نوزاد را به دنیا آورد اما همه روش‌ها با موفقیت انجام نمی‌شوند.